# اچ‌ام‌اس کانکستادور (۱۸۱۰)
اچ‌ام‌اس کانکستادور (۱۸۱۰) (به انگلیسی: HMS Conquestador (1810)) یک کشتی بود که طول آن ۱۷۶ فوت (۵۴ متر) بود. این کشتی در سال ۱۸۱۰ ساخته شد.